# 巴库国立大学
巴库国立大学，阿塞拜疆巴库市的一所公立大学。巴库国立大学创设于1919年，由当时的阿塞拜疆民主共和国议会成立。

## 著名校友
- 列夫·朗道，物理学家。